# Kilian-von-Steiner-Schule Laupheim
Die Kilian-von-Steiner-Schule Laupheim ist eine berufliche Schule mit beruflichem Gymnasium im baden-württembergischen Laupheim im Landkreis Biberach. Sie ist seit 1989, ihrem 150-jährigen Bestehen, nach dem Bankier und Mäzen Kilian von Steiner benannt.

## Geschichte
Laupheim gründete 1839 eine Sonntagsgewerbeschule. Hier sollten laut einem Erlass des Königlichen Studienraths von 1825 junge Handwerker einen „gemeinnützigen Unterricht im technischen Zeichnen, in der Naturlehre, Geographie, Mechanik und der Allgemeinen Technologie“ erhalten. Der Besuch war freiwillig und befreite gleichzeitig von der Sonntagsschulpflicht. In seiner Laupheimer Chronik „Laupheim zwischen 1570 und 1870“ schreibt Pfarrer Aich „Der gewerblichen Fortbildung diente die auf Kosten der Kapellenpflege bestehende Zeichenschule, wozu 1828 gewerbliche Schulvorträge kommen. Daraus entstand 1839 eine Sonntagsgewerbeschule.“ Im Jahr 1845 schreibt der Ortsvorsteher Gottfried Brigel in seiner „Statistisch-geschichtlichen Beschreibung des Ortes Laupheim“: "Seit 1823 besteht an den beiden Vakanztagen Mittwoch und Samstag Nachmittag auf Kosten der Kapellenpflege ein Zeichnung-Unterricht. Ebenso wird mittels eines Beitrags dieser Kasse seit 1839 an den Sonntagen Vortrag in gewerblichen Fächern gegeben. Für das Jahr 1845 gibt Brigel 423 Werktagsschüler (Volksschüler) und 169 Sonntagsschüler an.
Es ist anzunehmen, dass diese Sonntagsschule mit dem wirtschaftlichen Aufschwung in Laupheim in den Bereichen Handwerk und Handel um die Mitte des 19. Jahrhunderts zu einer gewerblichen Fortbildungsschule insbesondere für Jungen erweitert wurde.
Laut Pfarrer Aich wurde 1838 „für Frauenarbeiten und zur hauswirtschaftlichen Fortbildung der Jungfrauen unter Beihilfe des Laupheimer Hospitals zum heiligen Geist und auf besondere Verwendung des Pfarrers Franz Seraphin Betzler eine Industrieschule errichtet. Diese Industrie- und Haushaltsschule wurde von einer Lehrschwester der Franziskanerinnen in Sießen besorgt“. 1888 wurden an vier Wochenstunden 328 Mädchen in Nähen, Stricken, Häkeln, Strammen- und Weißnähen, Flicken und Stopfen unterrichtet. Die Schülerinnenarbeiten wurden dann zu Gunsten der Stadtkasse nach öffentlicher Bekanntmachung und nach Preisfestlegung durch die Lehrerinnen zu Gunsten der Stadtkasse versteigert. Die Schülerinnen erhielten zur Aufmunterung und teilweisen Belohnung kleinere Sachgeschenke, wie geringe Mengen Strumpfwolle auf Kosten des Schultheißenamtes. 1892 wurde die zuerst als Privatanstalt geführte Schule der öffentlichen Schulaufsicht unterstellt.
Im Januar 1898 wurde in Laupheim eine Frauenarbeitsschule als öffentliche, schulgeldpflichtige Schule für Schülerinnen aller Konfessionen gegründet. Vier dreimonatliche Kurse fanden in einem Saal des Gasthauses zum Rad statt.
Das 1906 erlassene „Gesetz betreffend die Gewerbe- und Handelsschule in Württemberg“ regelte die Schulpflicht für in gewerblichen und kaufmännischen Betrieben des Maschinenbaus und kunstgewerblichen Berufen beschäftigte männliche Arbeiter unter 18 Jahren auf die Dauer von drei Jahren. Bevor das Gesetz am 1. April 1909 in Kraft treten sollte, wurde in Laupheim 1908 die Errichtung einer selbstständigen Gewerbeschule diskutiert. Wurden zuerst in der Wielandschule Zeichensaal und zwei zu errichtende Werkstätten für Metall- und Holzarbeiten vorgeschlagen, wurde dann 1910 eine selbstständige Gewerbeschule eingerichtet.
Die „Gewerbeschule Laupheim“ wurde in dem „Neuen Schulhaus“ in der Rabenstraße untergebracht, das heute die Wielandschule  beherbergt. Dem am 1. Juli 1913 zum ersten Schulvorstand der Gewerbeschule ernannten Erhard Reger (* 1886; † 1966) gelang es, eine Handelsabteilung anzugliedern. Hatte er anfangs in drei Klassen 76 Schüler unterrichtet, unterrichteten er und ein Gewerbe- und Handelslehrer 1927 insgesamt 321 Schüler. Im Jahr 1929 wurden in der Gewerbeabteilung 107 Schüler aus insgesamt 23 verschiedenen Berufen aufgenommen.
Am 1. April 1934 erreichte Reger die Gründung des Gewerbeschulverbandes Laupheim, womit Laupheim zum Mittelpunkt der gewerblichen Ausbildung für 21 Gemeinden wurde. Seit 1938 führt die Schule den Namen „Gewerbliche und Kaufmännische Berufsschule Laupheim“. 373 Schüler wurden von vier Lehrern in 14 Klassen unterrichtet. Nach dem letzten Schultag am 12. April 1945 begann der Unterricht im November 1946 mit 15 Klassen und 323 Schülern im früheren Oberamtsgebäude, da die französische Besatzungsmacht das „Neue Schulhaus“ beanspruchte. Im Jahr 1967 gab es erste Überlegungen des Gewerbeschulverbandes, in Laupheim ein Berufsschulzentrum in neuen Gebäuden zu errichten und weitere Schularten anzugliedern.
Am 1. Januar 1970 übernahm der Landkreis Biberach die Trägerschaft für die Berufsschule Laupheim. Im Februar 1972 entschied sich der Kreistag für ein neues Schulgebäude für ein Berufsschulzentrum mit allen Schularten unter einem Dach.

## Lage
Der Kreistag entschied sich im März 1974 für einen Neubau im Gebiet „Obere Wiesen“ am südlichen Stadtrand von Laupheim. Mit einer Schulfläche von 3166 m², 13.632 m³ umbauten Raum und veranschlagten Kosten von 6.555.000 DM erfolgte die Baufreigabe nach einem Entwurf von Architekt Kley aus Rißegg im Mai 1976.
Das heutige Schulgebäude wurde Am Käppele 9 am 10. März 1978 eingeweiht. Es liegt an der Rottum, in direkter Nachbarschaft des Planetariums Laupheim und des Parkbads. Die Schule ist in Laufweite zum Schulzentrum der Stadt direkt an der Bushaltestelle Laupheim BSZ/Planetarium. Viele Schüler erreichen die Schule nach einem kurzen Fußweg aus der Rabenstraße. Vor allem Berufsschüler nutzen den schuleigenen Schülerparkplatz oder den der Sporthallen an der Rottum.

## Ausstattung
Die Kilian-von-Steiner-Schule ist ausgestattet mit einer Kfz-Lehrwerkstatt, Holz- und Metalllehrwerkstätten und einem Automatisierungstechnik-Raum. In den Laboren können Chemische Analytik mit dem Schwerpunkt Umweltanalytik, Biologie mit den Schwerpunkten Mikro- und Molekularbiologie und Verfahrenstechnik mit dem Schwerpunkt Biotechnologie unterrichtet werden. Von den fünf Räumen, die für den Datenverarbeitungsunterricht mit PCs oder Laptops ausgestattet sind, ist einer als Firmenübungsraum konzipiert. Zusätzlich stehen den Schülern in der Aula PCs zur freien Verfügung.
Jeder Klassenraum verfügt über eine Dokumentenkamera und einen Beamer, der auch mit einem Apple TV ansteuerbar ist. Alle Lehrkräfte können mit iPads arbeiten. Den meisten Vollzeitschülern steht dauerhaft ein persönliches iPad zur Verfügung. Dieses wird von den Schülern täglich als Arbeitsmittel im Unterricht verwendet.
Zur Dokumentenverwaltung und als online-Konferenztool benutzt die Schule datenschutzkonform die Bildungsplattform Moodle. Sollte der Unterricht in die Klassenzimmer gestreamt werden müssen, benutzt die Schule moderne Konferenzkameras, um Unterrichtsausfall zu minimieren. Die Stundenplanorganisation findet ausschließlich über Untis statt, das den Schülern über WebUntis als App mit einem persönlichen Zugang zur Verfügung steht. So können Stundenpläne, Klassenarbeitstermine und Hausaufgaben eingesehen werden.

## Schularten
Die Schularten der beruflichen Schulen Laupheim unterscheiden sich in Vollzeit- und Teilzeitschularten. Zu den Teilzeitschularten zählen alle angebotenen Berufsschularten des dualen Ausbildungssystems, die an ein bis zwei Berufsschultagen in der Woche besucht werden. Die Vollzeitschularten sind das Technische Gymnasium, die Berufskollegs, die Berufsfachschulen, das duale Ausbildungsvorbereitungsjahr und das Vorqualifizierungsjahr Arbeit/Beruf mit Schwerpunkt Erwerb von Deutschkenntnissen. Diese Schularten werden an allen Wochentagen besucht.
Die Überschaubarkeit der Schule macht es möglich, sich den Schülern in ganz spezifischer Weise zu widmen.

### Aktuelle Schularten

#### Einjährige Berufsfachschule Metall
Die einjährige Berufsfachschule Metall wurde zum Schuljahr 1974/75 eröffnet. Der fachpraktische Unterricht fand zuerst in einem provisorischen Pavillon hinter der Wielandschule.
Die einjährige Berufsfachschule (1BFMF) in der Berufsgruppe Feinwerk- und Metallbautechnik ist eine einjährige Vollzeitschule in der sowohl die theoretische als auch die praktische Ausbildung an der Schule erfolgt. Sie baut auf der Hauptschule auf und vermittelt allgemeine, fachtheoretische und fachpraktische Grundkenntnisse, die in Zielen und Inhalten dem 1. Ausbildungsjahr der industriellen Metallberufe entsprechen.
Die einjährige gewerbliche Berufsfachschule Metalltechnik kann das erste Ausbildungsjahr in einem Ausbildungsberuf im Metallbereich ersetzen. Aufnahmevoraussetzung ist der Hauptschulabschluss oder der Nachweis eines gleichwertigen Bildungsstandes. Nach erfolgreichem Abschluss können sich ihre Chancen, einen Ausbildungsplatz zu erhalten, erhöhen.

#### Einjährige Berufsfachschule Fahrzeug
Die einjährige Berufsfachschule (1BFR) ist eine einjährige Vollzeitschule, in der sowohl die theoretische, als auch die praktische Ausbildung an der Schule erfolgt. Sie baut auf der Hauptschule auf und vermittelt allgemeine, fachtheoretische und fachpraktische Grundkenntnisse, die in Zielen und Inhalten dem 1. Ausbildungsjahr entsprechen.
In der Berufsgruppe Fahrzeugtechnik ist die gewerbliche Berufsfachschule Pflicht und stellt das 1. Ausbildungsjahr dar. Aufnahmevoraussetzung ist der Hauptschulabschluss oder der Nachweis eines gleichwertigen Bildungsstandes. Nach erfolgreichem Abschluss können sich die Chancen auf einen Ausbildungsplatz erhöhen.

#### Duale Ausbildungsvorbereitung
Im Rahmen von AVdual begleitet die berufliche Schule die Schülern bei ihrer Persönlichkeitsentwicklung und bietet ein umfassendes Präventionsprogramm, welches über den normalen Schulalltag hinausgeht, an. Ein Projekt findet jeden Montagnachmittag mit zwei Unterrichtsstunden über das gesamte Schuljahr statt. Es werden Projektblöcke zu unterschiedlichen Kompetenzbereichen angeboten. Das Projekt wird von einer Lehrkraft, dem AVdual-Begleiter und verschiedenen externen Kooperationspartnern durchgeführt.
Die Förderung der Gesamtpersönlichkeit der Schüler ist das Hauptziel des Projektes. Durch die Anbahnung und Unterstützung der Selbstorganisation der Schüler wird ein Ausbau der Selbstständigkeit unterstützt. Durch die vielseitigen Angebote, die sich in ein abgestimmtes Konzept mit internen und externen Partnern einfügen, werden die Schüler auf emotionaler, sozialer und kognitiver Ebene angesprochen und in ihrer Entwicklung unterstützt.
Die Erfahrung der vergangenen Jahre zeigt, dass die Schüler des VAB (Vorbereitung-Arbeit-Beruf) mehr Unterstützung in der Entwicklung ihrer Persönlichkeit benötigen, um ausbildungsreif zu werden. Deshalb soll durch gezielte pädagogische Angebote diesem Bedarf Rechnung getragen werden. Mit erlebnispädagogischen und sportlichen Angeboten sollen die Schüler ihre Stärken, aber auch ihre Schwächen kennenlernen. Sie lernen ihre Grenzen und die der Mitschüler kennen und lernen sie zu akzeptieren. Durch das gemeinsame Erleben kann eine vertrauensvolle Beziehung zu der Lehrkraft und dem AVdual-Begleiter entstehen. Eine gefestigte Beziehung ist eine wichtige Basis für eine gelingende und vertrauensvolle Begleitung der Schüler.
Zum Ende des AVdual-Schuljahres werden verschiedene Angebote in Kooperation mit der ortsansässige Gemeinschaftsschule angeboten, um einen besseren Übergang von der Gemeinschaftsschule in die Berufsschule anzubahnen, dies soll sich positiv auf den Bildungsweg der Lernenden auswirken.

#### Zweijährige Berufsfachschule Wirtschaft
Gegründet im Schuljahr 1970/71 und damals unterrichtet in den noch angemieteten Räumen des Gymnasiums.
Die Schüler erhalten an der Wirtschaftsschule eine vertiefende Allgemeinbildung und eine solide kaufmännische Grundbildung, um z. B. anschließend eine kaufmännische Ausbildung zu beginnen. Die erfolgreichen Absolventen erhalten die Fachschulreife, die dem Realschulabschluss entspricht.
Absolventen der Wirtschaftsschule werden sehr gerne als qualifizierte Mitarbeiter in ein Ausbildungsverhältnis übernommen in Betrieben der Industrie, des Groß- und Einzelhandels, der Versicherungen, Banken und Behörden, evtl. sogar mit verkürzter Ausbildungszeit. Sie können auch in ein berufliches Gymnasium aufgenommen werden, wenn sie die Aufnahmevoraussetzungen erfüllen. Die auf der Wirtschaftsschule erworbene Fachschulreife berechtigt auch zum Besuch des kaufmännischen Berufskollegs, wo die erworbenen allgemeinbildenden und kaufmännischen Kenntnisse mit dem Schwerpunkt Informationstechnologie vertieft werden.

#### Kaufmännisches Berufskolleg I mit dem Profil Wirtschaft und Verwaltung
Eingerichtet zum Schuljahr 1980/81.
Ziel des Berufskollegs I ist die Ausbildung kaufmännischer Kräfte, die für Tätigkeiten in der Wirtschaft und in der Verwaltung eingesetzt werden können. Dieses Ziel wird durch fachtheoretischen Unterricht sowie durch eine Vertiefung der Allgemeinbildung an der Schule erreicht. Das Berufskolleg I ist eine Vollzeitschule und dauert ein Jahr.
Die erfolgreichen Absolventen des BK I können danach die Schule verlassen und
1. ein verkürztes kaufmännisches Ausbildungsverhältnis oder eine Ausbildung in der Verwaltungslaufbahn anschließen,
2. als Jungangestellte sofort in der Wirtschaft oder der Verwaltung tätig werden (eine Berufsschulpflicht besteht für sie dann nicht mehr),
3. die erworbenen kaufmännischen Fähigkeiten und Kenntnisse in jedem anderen Beruf nutzbringend verwerten.
4. Mit einem Notendurchschnitt in den Kernfächern Deutsch, Englisch, Mathe und Betriebswirtschaftslehre von im Regelfall mindestens 3,0 können die Absolventen das Berufskolleg II besuchen.

#### Zweijähriges Berufskolleg für chemisch-technische Assistenten
Zu besuchen ab dem Schuljahr 1985/86 mit zuerst 24 Schulplätzen für Bewerber aus der ganzen Bundesrepublik.
Die Ausbildung zum CTA bietet auch für Abiturienten und Studienabbrecher interessante berufliche Perspektiven. Neben den schulischen Voraussetzungen sollten die Schüler auch naturwissenschaftliches Interesse haben. Eine Aufnahmeprüfung gibt es nicht. Insgesamt stehen für das Berufskolleg CTA pro Schuljahr 24 Ausbildungsplätze an der Kilian-von-Steiner-Schule zur Verfügung.

#### Zweijähriges Berufskolleg für biotechnologische Assistenten
Diese Schulart bietet die Kilian-von-Steiner-Schule seit dem Schuljahr 2021/22 an.
Hier liegt der Ausbildungsschwerpunkt auf der Biotechnologie, Mikrobiologie, Biologie und Chemie.

#### Technisches Gymnasium Profil Technik und Management
Das 3-jährige Berufliche Gymnasium bietet leistungsbereiten Schülern mit der mittleren Reife oder einem gleichgestellten Abschluss die Möglichkeit, in 3 Jahren die allgemeine Hochschulreife zu erlangen, die zum Studium aller Studiengänge berechtigt. Zur Aufnahme ist der Durchschnitt 3,0 aus den Fächern Deutsch, Mathematik und Englisch zwingend.
Im Profil Technik und Management erlernen die Schüler Grundlagenwissen aus den Bereichen Maschinenbau und Betriebswirtschaft. Sie erlernen ingenieur- und wirtschaftswissenschaftliche Arbeitsmethoden, Analysieren, Problemlösen, experimentelles Arbeiten und Bewerten. Nach der Jahrgangsstufe 2 schließt das Technische Gymnasium mit der Abiturprüfung ab. Durch den zwingenden Besuch einer zweiten Fremdsprache erlangen die Schüler die allgemeine Hochschulreife, die zum Studium aller Studiengänge berechtigt.

#### Duales Naturwissenschaftliches Gymnasium
Diese Schulart bietet zeitgleich allgemeine Hochschulreife und eine Ausbildung zum Umwelt-Technischen Assistenten.

### Ruhende und ehemalige Schularten
- Das Berufsvorbereitungsjahr (BVJ) wurde 1981 eingerichtet, um deutschen und ausländischen Jugendlichen die Berufsfindung zu erleichtern.
- Berufseinstiegsjahr (BEJ)
- Die Einjährige hauswirtschaftliche Berufsfachschule existierte seit Bezug des Neubaus im Jahr 1978.

## Mach-mit-Labor
Dieses Projekt zielt als fester Bestandteil der Schule darauf ab, Kinder für Naturwissenschaften zu interessieren. Deshalb dürfen seit 2008 mehrmals im Jahr Grundschüler der Klassenstufe vier altersgerecht und nach Herzenslust in den modernsten Laboren der Schule experimentieren. In einem Labortagebuch müssen dann die Ergebnisse festgehalten werden. Als Anreiz erhalten die Schülern zum Abschluss ein Mitnahmepaket, in dem zum Beispiel der selbst hergestellte Reagenzglasständer, Reagenzgläser und Filterpapiere enthalten sind.

## Namensgeber
Mit dem feierlichen Anlass des 150-jährigen Bestehens der Schule bekam die Kreisberufsschule Laupheim den Namen Kilian-von-Steiner-Schule. Damit soll der verdienstvolle jüdische Mitbürger Kilian von Steiner geehrt werden und laut Schulleiter Hans-Robert Gnass spätere Schülergenerationen dazu angeregt werden, sich für die Männer der Geschichte der engeren Heimat zu interessieren, die wahrlich Großes geleistet hätten und durch ihren Weitblick einen Grundstock für die heutige Wirtschaft Laupheim legten.